# スカイダイビング

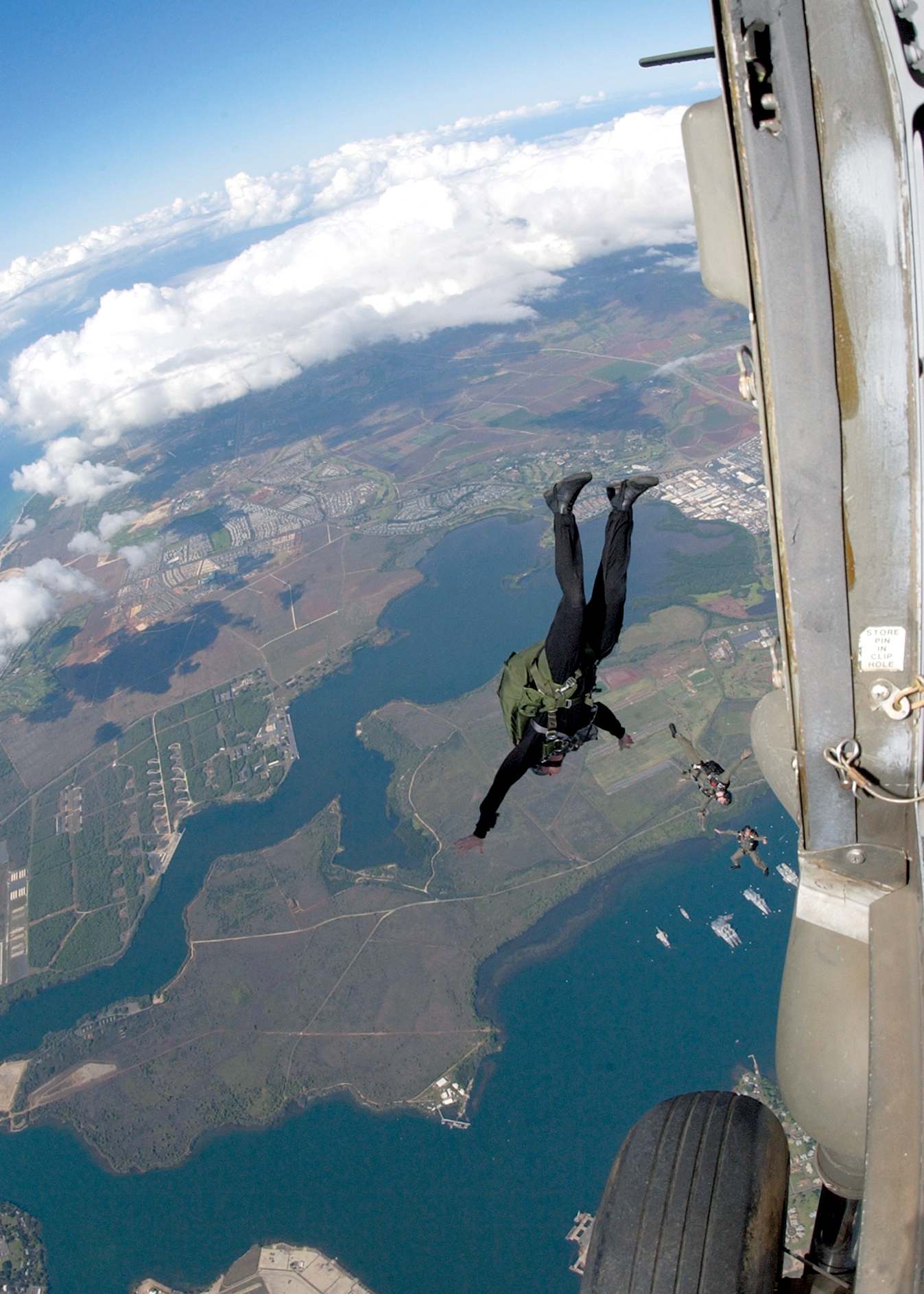
飛行機から飛び出した直後

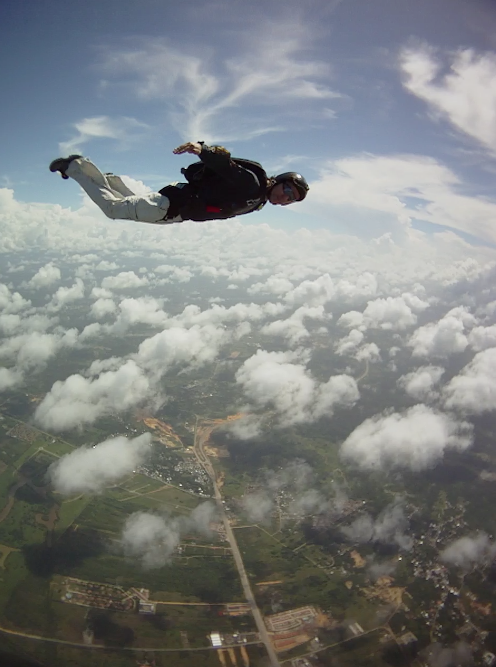
降下中。

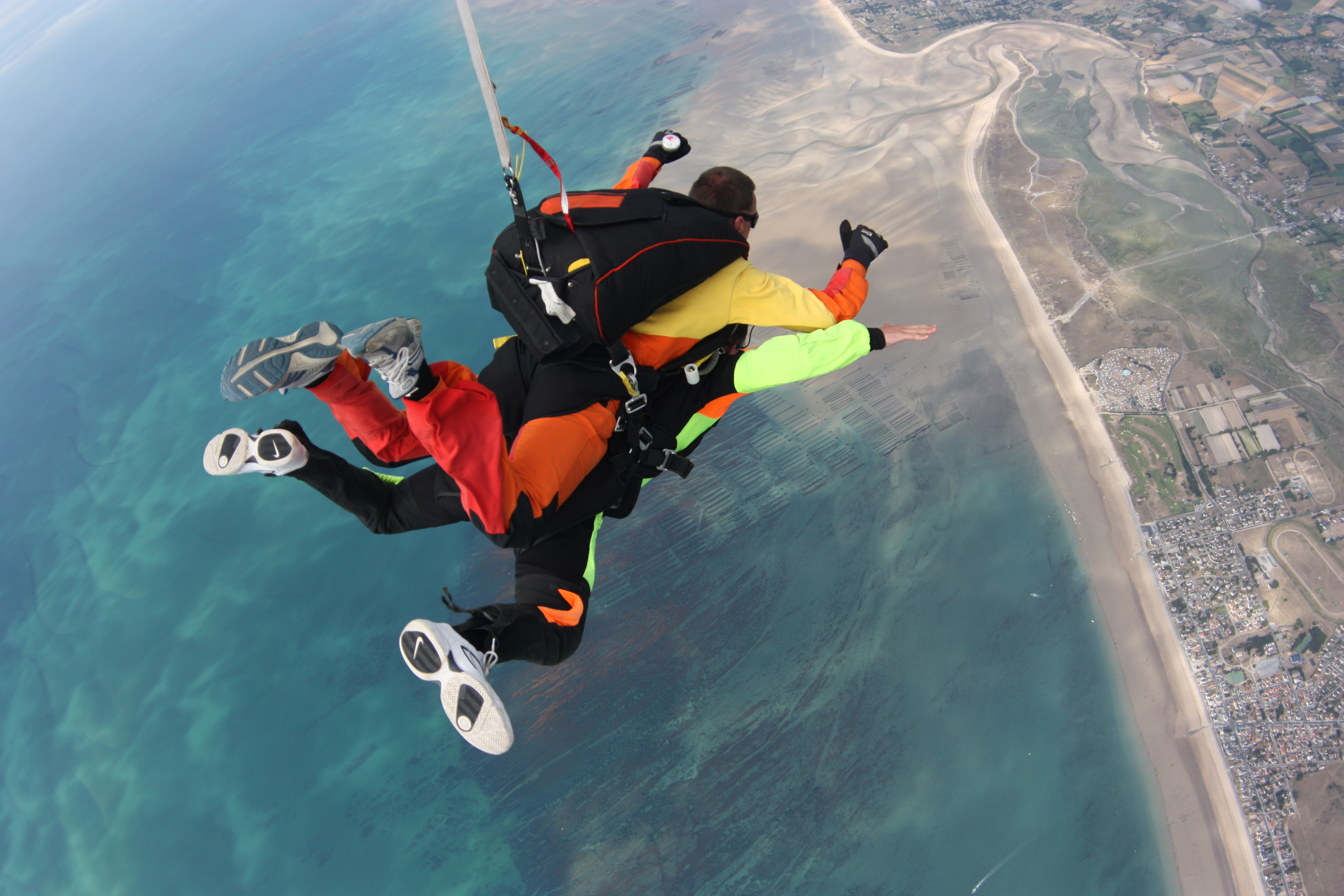
降下中。タンデム（＝二人ひと組の）ジャンプ。

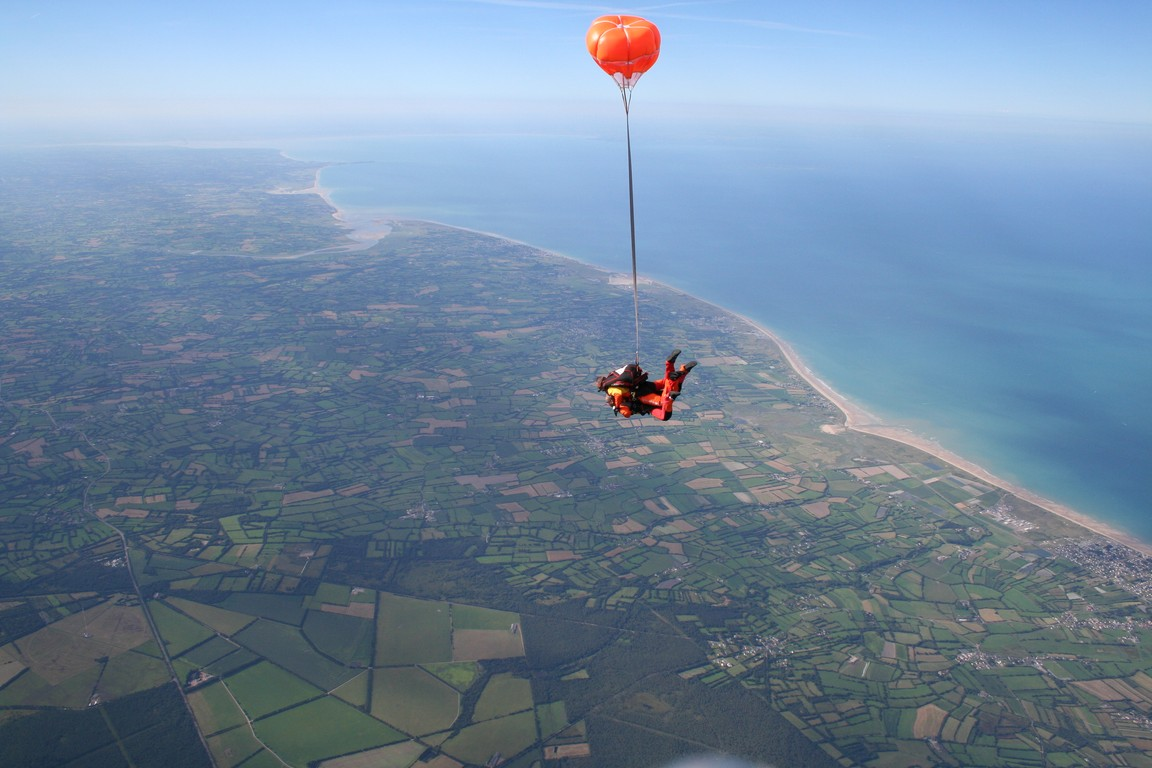
減速用の「ドローグ」を用いている様子。

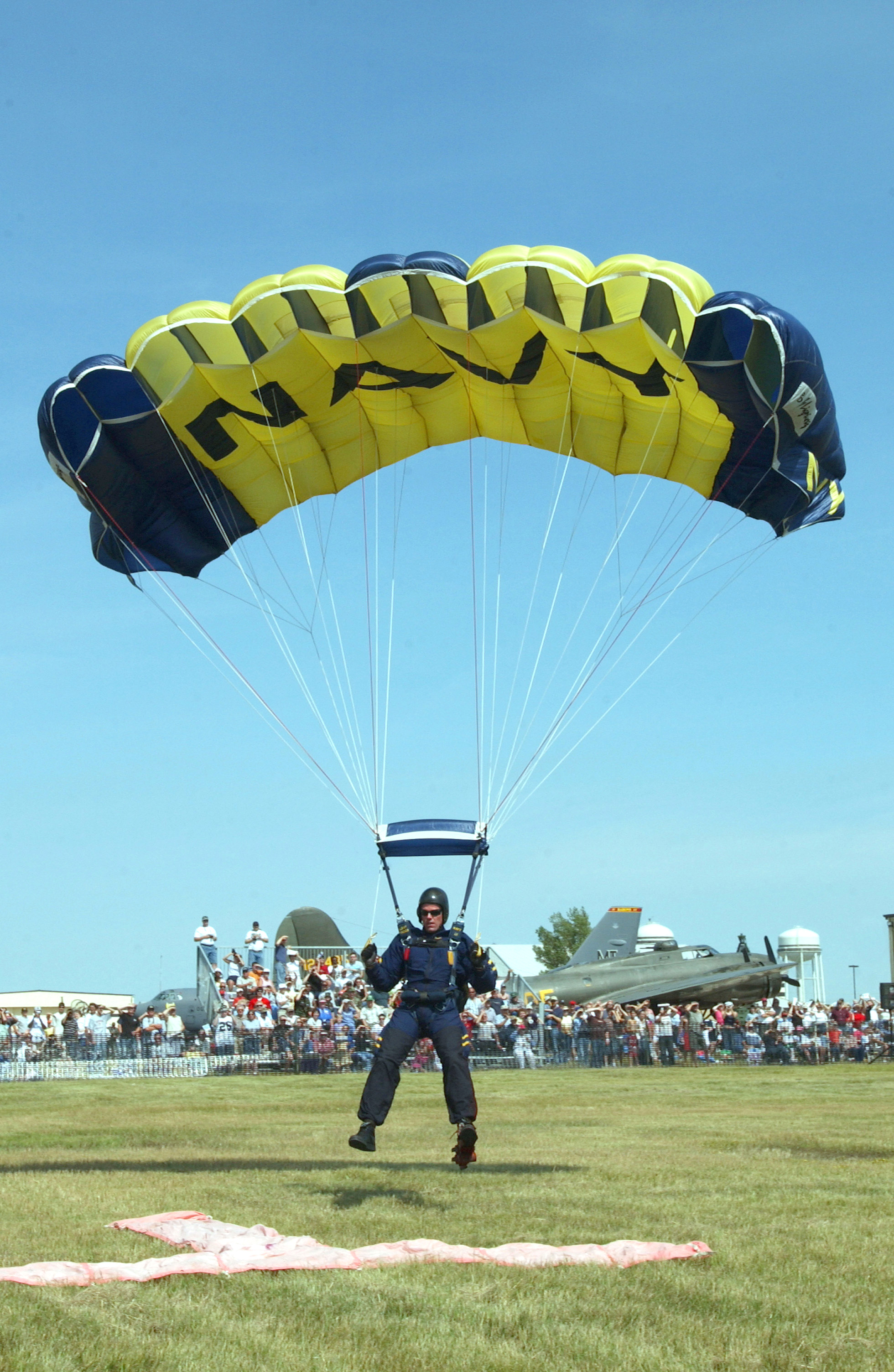
スカイダイビングの着地（アメリカ海軍によるデモンストレーション）

スカイダイビング（英語: skydiving、parachuting）とは、航空機で空へ昇り地上へ落下するスポーツである。競技としては国際航空連盟用語で「parachuting」と呼ぶ。レクリエーションの場では短く「ジャンプ」と称されることも多い。

## 概説
航空機で、高度1,000 - 4,000m程度まで上昇後に跳び出し（EXIT）、事前に設定した高度まで降下（自由落下、フリーフォール）したらパラシュートを開いて着地する。
一般的には、スピード感やスリルを楽しむレジャーと受け取られているが、落下により発生する相対風を利用した身体コントロールのスキルやパラシュートの操縦技術を競うスカイスポーツでもある。選手権が行われたのが始まりとされ、現在では各国、各地方での大会の他、ワールドエアゲームスも行われている。パラシューティング競技世界大会および世界記録の認定機関は国際航空連盟(FAI)である。
第2のオリンピックと言われるワールドゲームズの競技種目にパラシューティングがあり、フリースタイル課目で日本人選手が1997年に榊原千文 & 溝井康氏(カメラ)組が銀メダルを獲得。2001年には岡崎葉子 & AXELZohmann(カメラ)組が銀メダルを獲得。スカイサーフィン種目で2001年スペイン大会および2004年ブラジル大会において山崎真由美＆溝井康氏(カメラ)組が銅メダルを獲得した実績がある。
スカイダイビングの開始最高高度は、従来はアメリカ空軍が1959年から1960年にかけて行ったプロジェクト・エクセルシオで達成された値と一般に認識されていた。ただしこれはアメリカ軍内記録であり、航空宇宙世界記録としての国際航空連盟の公認はない。1960年8月16日、プロジェクト・エクセルシオ(Excelsior III)にてジョゼフ・キッティンジャーにより31,330mが達成された。また、米空軍の認定したドログシュート降下中（フリーフォールではなかった）の最高速度値も同ミッションで614mph（988km/h、該当高度での遷音速）を記録した。このミッションはフィルム映像記録され当時のライフ誌の表紙を飾った。
その後、超高々度からの超音速フリーフォールを目指す計画が複数立てられ、2012年10月にはレッドブル・ストラトスにてフェリックス・バウムガルトナーが高度約128,000フィート（39,044m）からのダイビングを成功させた。バウムガルトナーは同時に人類初の超音速フリーフォールを達成したとされる。2014年10月にはグーグル社の幹部アラン・ユースタス(Alan Eustace)が、高度135,890フィート（41,419m）の成層圏からダイヴに成功し、バウムガルトナーの高度記録と速度記録を更新した。最大落下速度は時速1,322kmに達した
。
日本ではパラシュートを使って航空機から落下するためには国土交通大臣の許可が必要である（航空法第90条）。また、制限表面や航空管制などの規制も多い。

## 競技

### アキュレシーランディング
アキュレシーランディング（精度着地）はパラシュートの操縦精度を競う競技。競技中の風の状況を読みながらパラシュートをコントロールして地上に置いたターゲットにどれだけ近く着地できるかを競う。スカイダイビング競技の中では最古参の部類に入る。ターゲットの中心はデッドセンターと呼ばれる直径3cmの円であり、一般的には靴の踵でそこにタッチすることを目指す。デッドセンターを踏めれば、計測は0cmとなる。順位は誰が先にデッドセンターをはずすかという争いとなることも多い。

### フォーメーションスカイダイビング

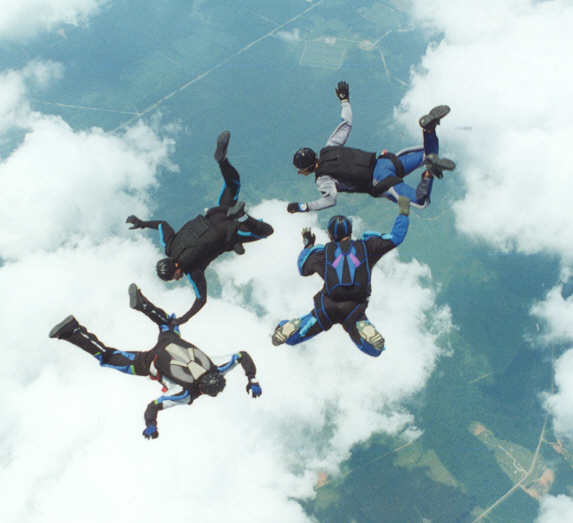
4人のスカイダイバーによるフォーメーション

フォーメーションスカイダイビングでは4 - 16人のチームで一定の時間内で幾つの隊形（フォーメーション）を作れるか、そのスピードと正確さを競う。競技は、通常試合の前日に競技課題表の中からくじ引き方式により、1ラウンドの課題を決める。その組合せと順序は数十万通りとなり、大会の度に各チームは戦術を練る必要がある。採点はヘルメットにビデオカメラを装着したスカイダイバーが競技者と一緒に降下して撮影した映像で審判が判定する。このカメラマンはチームの一員として構成され、その撮影テクニックも採点に影響するため、空中での撮影技術も競技の重要な要素となる。
ちなみに、フォーメーションスカイダイビング競技は、スポーツの世界では珍しく男女の区別なく行われる競技で、男女混成のチームも珍しくない。

### フリースタイル
フリースタイル (FREESTYLE)とは、演技者とカメラマンのペアで、フリーフォール中に規定演技や自由演技を行い、その技術や正確さ、芸術性を競う、空中の新体操かフィギュアスケートとも言える競技。

### スカイサーフ
スカイサーフ (SKYSURFING)とは専用のサーフボードのバインディングに足を固定し、カメラマンとチームを組み空中で技を競う競技。回転やイーグルと呼ばれる（カメラマンと一緒に行う）高度な技を50秒という規定時間内で競う。競技は1ラウンド10点満点で合計7 - 10ラウンドの合計点で競う競技。

### フリーフライ
フリーフライ (FREEFLY)とは2人組のペアがお互いの足と足を合わせるなど特定の「形」を演じ、その速さと正確さを競う。
フリー演技とVRWと呼ばれるポイントを4人のチームで競うフォーメーション競技もある（単純に垂直姿勢-椅子に座ったような姿勢、立った姿勢、逆さまの姿勢-で自由落下するだけの遊びもフリーフライに含まれる）。

### キャノピーフォーメーション
キャノピーフォーメーションは、自由落下ではなく、パラシュートを開いた状態で特定の「形」を演じる競技。わざと失速して素早く移動したり、足で相棒のパラシュートにしがみつくなどのテクニックを使用する。失敗するとパラシュートが絡まる恐れがあり、危険度が高い。

### キャノピーパイロッティング
キャノピーパイロッティング（Canopy Piloting）は小型の高速パラシュートで着地寸前に滑空角度を浅くして、地上すれすれを水平に滑空する競技。上級者はおよそ200メートルもの距離を滑空する。

## 一般的なスカイダイビングのイメージとその実際

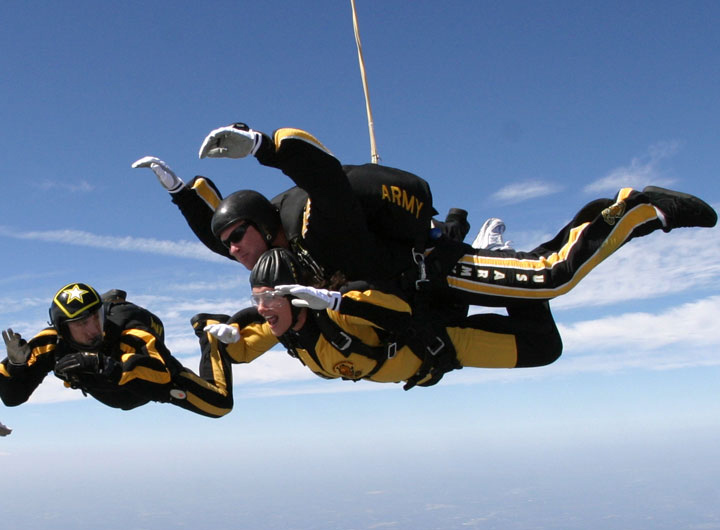
タンデムジャンプ

命綱もなく速いスピードで落下するさまと、もしパラシュートが開かず地面に叩きつけられたら、という想像が未経験者の恐怖をたいへん煽るスポーツである。恐怖感のある初心者はタンデムマスターの腹に体を固定して2人で飛ぶタンデムジャンプからスカイダイビングを始めることもできる。
ベリーフライ（俯せの体勢）の場合の降下速度は空気抵抗と重力加速度約9.8m/s²が釣り合い、時速200キロメートル程度で安定する。頭を下にした姿勢では空気抵抗が少なくなるため時速300キロメートル程度まで増速可能である。それ以上の速度の必要な試験ジャンプでは空気抵抗を少なくするためのコーンなどを使用する。もし真空中の落下であれば高度3,000mからの落下で地上では毎時871kmになる。大気中では体重の重いジャンパーほど降下速度が速くなるので他の降下者と速度を合わせるために体重の軽いジャンパーがバラストを用いることがある。
降下中は自分の落下速度との比較物が周囲にないため強烈な風圧は感じてもスピード感はほとんど無く、体験者は「強い風に乗って空に浮かんでいる感じ」という感想を述べることが多い。
パラシュートが開いた直後にジャンパーが上昇するという誤解がある。これはエアカメラマンが降下しながらパラシュートによって減速する被写体のスカイダイバーを映した映像を見て生じる誤解であり、ジャンパーが降下開始後に上昇することはない。
訓練していない人間が自由落下すると自然に頭部が下になるように回転しながらアウトオブコントロールな状態で落下する。頭部を下にした降下姿勢を維持するにはフリーフライのヘッドダウンの技術を習得する必要があり、基本技術を習得する平均ジャンプ回数は100回くらいである。

## 事故

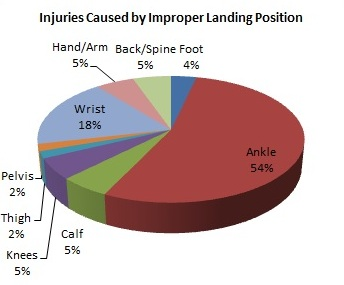
不適切な姿勢のランディング（着地）によって負った負傷の部位に関して、110,000回の降下をもとにしてとった統計のグラフ。Ankle（＝足首）が54%、Calf（＝ふくらはぎ）が5%、Knee（＝ひざ）が5%、Wrist（＝手首）が18%、Hand/Arm（＝手/腕）が5%、Back/Spine（＝背中 / 背骨）が5%　などとなっている。

パラシュートが全く働かなければ死亡事故となるため、通常のメインパラシュート（主傘）に加えて、リザーブパラシュート（予備傘）を装備し、さらに、意識を失った場合のために自動的に低高度を検知してパラシュートを開く装置もつけるという安全対策が施されてはいる。リザーブパラシュートにはその使用の有無に関わらず有資格者が一定期間毎に点検する、というとりきめもあったがあくまで自主的なとりきめでそれが誠実に行われているかどうかははっきりしない、という場合はある（なお、航空機乗員用の非常用パラシュートは別扱い）。たとえ安全対策が施されていようが、一旦事故が起きた場合、激しい衝撃が身体に加わる可能性が高い。
事故率については総ジャンプ数の把握が困難なため正確な統計がない。一説には重傷を負う事故が1000回に1件、死亡事故は5万回に1件程度といわれている。日本国内の死亡事故は1997 - 2000年に3件発生している。
米国内での死亡数が年間60名前後である。世界での数値として正確には不明の死亡が把握されている。
着地時に激しく転倒して負傷するなどの事故はそれなりの頻度で発生している。
パラシュートを開こうとしたのに全く開かなかったという事故はほとんど発生しないが、パラシュートが絡まって墜落する事故は起きることがある。
事故によっては、専門家から（安全装置も含めて）パラシュートの構造等に問題があり事故が起きた可能性がある、と指摘されることがある。

## 理論

### 自由落下

#### 運動方程式
自由落下時に発生する抗力は以下の式となる。
{\displaystyle D={1 \over 2}\rho v^{2}SC_{\mathrm {D} }}
ここで
- {\displaystyle C_{\mathrm {D} }}は抗力係数
- D は、発生する抗力
- {\displaystyle \rho } は大気密度[注釈 1]
- {\displaystyle v} は物体と大気の相対速度
- {\displaystyle m} は降下物体の質量
- {\displaystyle S_{b}} は降下物体の投影面積

従って自由落下時の運動方程式は、以下のようになる。
{\displaystyle m{\frac {dv}{dt}}=mg-{1 \over 2}\rho v^{2}SC_{D}}

#### 終端速度
終端速度とは、重力と空気抵抗がつり合った状態の降下速度のことである。ここで終端速度を{\displaystyle v_{\infty }}とすると、運動方程式から、
{\displaystyle 0=mg-{1 \over 2}\rho v_{\infty }^{2}S_{b}C_{D}}
となり、これを整理すると以下通りになる。
{\displaystyle v_{\infty }={\sqrt {\frac {2mg}{\rho S_{b}C_{D}}}}}

#### 速度
次に、降下から終端速度に達するまでに速度の応答の式を導出する。ここで終端速度{\displaystyle v_{\infty }}を使って、もう一度運動方程式を整理すると、
{\displaystyle {\frac {dv}{dt}}=g(1-{\frac {v^{2}}{v_{\infty }^{2}}})}
これを変形する。
{\displaystyle {\frac {v_{\infty }^{2}}{v^{2}-v_{\infty }^{2}}}{\frac {dv}{dt}}=-g}
この微分方程式を解く。
{\displaystyle {\frac {v_{\infty }}{2}}\int ({\frac {1}{v-v_{\infty }}}-{\frac {1}{v+v_{\infty }}})dv=-\int gdt}
ここで{\displaystyle C'}を定数として、
{\displaystyle {\frac {v_{\infty }}{2}}\log _{e}\left|{\frac {v-v_{\infty }}{v+v_{\infty }}}\right|=-gt+C'}
以上から、
{\displaystyle {\frac {v-v_{\infty }}{v+v_{\infty }}}=Ce^{-{\frac {2g}{v_{\infty }}}t}}
ただし、
{\displaystyle C=e^{\frac {2C'}{v_{\infty }}}}
初速度、すなわち降下開始時の鉛直方向の速度を0とすると
{\displaystyle C=-1}
従って
{\displaystyle {\frac {v-v_{\infty }}{v+v_{\infty }}}=-e^{-{\frac {2g}{v_{\infty }}}t}}
これを整理すると、落下速度は以下の時間関数として表現される。
{\displaystyle v(t)=v_{\infty }{\frac {1-e^{-{\frac {2g}{v_{\infty }}}t}}{1+e^{-{\frac {2g}{v_{\infty }}}t}}}=v_{\infty }{\frac {e^{{\frac {g}{v_{\infty }}}t}-e^{-{\frac {g}{v_{\infty }}}t}}{e^{{\frac {g}{v_{\infty }}}t}+e^{-{\frac {g}{v_{\infty }}}t}}}}
また上式を双曲線関数で表現すると、以下のようになる 。
{\displaystyle v(t)=v_{\infty }\operatorname {tanh} {{\frac {g}{v_{\infty }}}t}}

### パラシュート降下
ここで各パラメータを以下のようにする。
- {\displaystyle C_{\mathrm {L} }}は揚力係数
- {\displaystyle D} は、発生する抗力
- {\displaystyle \rho } は大気密度
- {\displaystyle v_{g}z} は鉛直方向滑空速度
- {\displaystyle m} は降下物体の質量
- {\displaystyle S_{p}} はパラシュートの翼面積

重力と鉛直方向滑空速度とパラシュートとから受ける抗力が釣り合うことから、以下の式が成り立つ。
{\displaystyle 0=mg-{1 \over 2}\rho v_{g}z^{2}S_{p}C_{\mathrm {L} }}
従って、鉛直方向滑空速度は以下の式になる。
{\displaystyle v_{g}z={\sqrt {\frac {2mg}{\rho S_{p}C_{\mathrm {L} }}}}}

## 歴史
- 1783年 - ルイ＝セバスティアン・ルノルマンが自ら製作したパラシュートで、天文台の屋根から降下[10]。
- 1797年 - フランスのアンドレ＝ジャック・ガルヌランが気球から落下傘降下した。人類初の空中からの降下[10]。
- 1922年 - 日本で初めて落下傘による降下実験が行われる[10]。
- 1928年 - 藤倉工業により、落下傘の国産化がはじまる[10]。
- 1952年 - ユーゴスラビアで「第1回世界パラシュート選手権大会」が開かれる[10]。
- 1960年 - 陸上自衛隊習志野駐屯地第一空挺団在任の笹島穣により、アメリカ合衆国からスポーツ・スカイダビングが日本に持ち込まれる[10]。
- 1961年 - 日本に最初のスカイダイビングクラブであるインペリアル・スポーツ・パラシュートクラブが陸上自衛隊第1空挺団内に発足。会長には笹島穣が就任[10]。
- 1962年 - 第6回世界パラシュート選手権大会に笹島穣が日本代表選手として初出場[10]。日本学生スポーツ･パラシュート連盟結成[11]。新人養成には陸上自衛隊第1空挺団が協力。
- 1963年 - 防衛大学校パラシュート部発足[11]。
- 1965年 - 自衛隊と離れた民間人によるジャパン・スカイダイビング・クラブ発足[12]。
- 1967年 - 全米パラシュート協会が設立[13]。
- 1969年 - 日本落下傘スポーツ連盟発足[14]。埼玉県北足立郡桶川町で、スカイダイバーが墜落死する事故が起こる。日本で初めてのスポーツ・スカイダイビングの死亡事故[15]（埼玉桶川スカイダイビング墜落事故 (1969年)）
- 1970年 - ユーゴスラビアでの第10回世界選手権に日本チームとして初出場[11]。
- 1972年 - 第一回日本選手権開催[11]。
- 2001年 - 秋田県でワールドゲームズ2001が開催。スカイダイビングが公式競技として行われる。
- 2004年 - パラシューティング世界選手権、フリースタイル女子で岡崎葉子が優勝。日本人初。
- 2006年 - 日本パラシューティング連盟発足[14]。
- 2010年 - 女性声優の樋口智恵子が初体験[16]。
- 2012年 - オーストリアのフェリックス・バウムガルトナーがスカイダイビングの最高高度記録を更新（詳細前述）。
- 2022年 - スウェーデンの103歳の女性がスカイダイビング最高齢の記録を更新[17]。

## 逸話
- 宇宙飛行士ガガーリンは、訓練の一環として繰り返しパラシュート降下を行い、著書で次のように述べている。「教官はニコライ・コンスタンチノヴィッチだった。功労スポーツマスターの称号を持ち、ソ連の名パラシューターのひとりで、いくつかの世界記録の保持者でもあり、その中には、パラシュートを開かぬままで14,500m以上も降下した記録も含まれている。… パラシュート降下は人格を練り、意志を強固にする。わが国の数十万の青年男女がこの勇壮なスポーツを楽しんでいるのは本当に良い事だ。」[18]